# Castell de Torà
El castell de Torà era situat on actualment hi ha l'església. Per la seva situació, el castell de Torà vigilaria l'entrada a les valls de Llanera i de Cellers.

## Història
Aquest castell devia dependre en un primer moment del castell de l'Aguda, perquè ambdós indrets formaven part del mateix terme jurisdiccional. Esmenta per primera vegada el castell de Torà una col·lecció de miracles atribuïts a sant Benet on es narra la batalla que tingué lloc davant d'aquest castell durant una de les ràtzies d'Abd al-Malik, segurament el 1006. El lloc de Torà és esmentat, juntament amb l'Aguda, en un document de l'any 1024. La referència directa més antiga del castell és de l'any 1141, en el testament de Ramon Gilabert i la seva muller Bonadona, castlans majors. Després de la mort dels cònjuges, el castell havia de pasar al seu fill Guillem, amb el seu castlà anomenat Guillem de Torà.
Com a l'Aguda, la línia de senyors eminents es comença a conèixer amb seguretat a partir dels segles xi i xii, època en què Torà era a mans dels Cabrera. El 1105, Ferrer, fill del vescomte de Cabrera deixà en el seu testament a la canònica de Santa Maria de la Seu d'Urgell l'honor que incloïa, entre d'altres, el castell de Torà. Un document del 1179 diu que Marquesa, filla de Ferrer de Cabrera, i el seu espòs Gombau de Ribelles, eren senyors dels «castrum de Zaguda et de Tora». La filla d'aquests i Ponç de Cervera, intitulats senyors de l'Aguda i de Torà, apareixen en la consagració de l'església de Sant Salvador i de l'església de Santa Maria de l'Aguda, entre el 1190 i el 1194. A l'inici del segle xiv, el vescomte Hug de Cardona comprà la jurisdicció de Torà i de l'Aguda. Sota el govern d'aquesta nissaga es fortificà la vila. Torà conegué l'època d'esplendor al segle xvi. El segle següent era seu d'una batllia dins els dominis dels ducs de Cardona, els quals en foren senyors fins a l'abolició dels senyorius jurisdiccionals al segle xix.

## Arquitectura
Tant del castell que presidí la vila de Torà com de la muralla que la va protegir no en resta pràcticament res, a excepció d'un portal adovellat d'arc de mig punt que s'obre a l'oest. La disposició topogràfica i la trama urbana derivada permeten afirmar que Torà fou una petita vila closa construïda al vessant meridional d'un turó que pel nord està vorejat per la riera de Llanera. La muralla devia protegir les cases, construïdes a banda i banda dels dos carrers principals. El portal actual és del final de l'edat mitjana però la vila es bastiria a la segona meitat del segle xi ñpoc després de la conquesta definitiva als àrabs del marge dret del Llobregós.
De les runes del castell es va treure la pedra, per a la construcció del cementiri.